# Упрямово
Упрямово (рос. Упрямово) — присілок в Юхновському районі Калузької області Російської Федерації.
Населення становить 159 осіб. Входить до складу муніципального утворення Присілок Упрямово.

## Історія
Від 2004 року входить до складу муніципального утворення Присілок Упрямово

## Населення
| 2002 | 2010 |
| ---- | ---- |
| 163  | ↘159 |